# Waldorf Music
Waldorf Music GmbH ist ein deutscher Hersteller von Synthesizern und wurde 2006 als Nachfolger der von 1988 bis 2004 bestehenden Waldorf Electronics GmbH gegründet. Die bekanntesten Produkte sind der Wave, ein Wavetable-Synthesizer und der Blofeld, ein virtuell-analoger Synthesizer.
Die Firma steht nicht mit den Waldorfschulen in Verbindung. Der Name ist vom Gründungsort Waldorf (Rheinland-Pfalz) abgeleitet.

## Geschichte
Die Waldorf Electronics GmbH wurde 1988 durch Wolfgang Düren, dem Geschäftsführer der TSi GmbH, einer Vertriebsfirma für elektronische Musikprodukte, gegründet. Zuvor hatte Wolfgang Düren die Distribution von Palm Products Germany inne. Nach deren Schließung im Jahr 1987 führte die Waldorf Electronics GmbH die Verwendung der Wavetable-Synthese weiter. Auf der Basis des von Wolfgang Palm entwickelten ASIC-Chips wurde der Microwave entwickelt und gefertigt.
Die Waldorf Electronics GmbH hatte ihren Unternehmenssitz zunächst im kleinen Eifelörtchen Waldorf, später im Schloss Ahrenthal.
Im Sommer 2006 wurde die neue Waldorf Music GmbH offiziell gegründet. Zur Gründungszeit bestand die Geschäftsleitung aus Kurt Wangard (ehemaliger Mitarbeiter des Waldorf Distributors in Deutschland, TSI) und Stefan Stenzel (ehemaliger Leiter der Forschung und Entwicklung bei Waldorf).
Derzeit hat die Waldorf Music GmbH ihren Sitz in Remagen.

## Produkte
Produkthistorie der Waldorf-Synthesizer:

### 1989 – 2000
1989

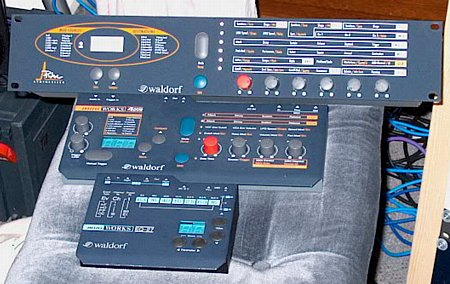
Von oben nach unten: Pulse, 4-Pole, EQ-27

- Microwave, ein Rack-Wavetable-Synthesizer. Der Synthesizer wurde in verschiedenen Hardware-Ausführungen gebaut: Die erste Generation wurde mit hintergrundbeleuchteter LC-Anzeige geliefert (grün), die späteren Modelle mit grün leuchtenden Ziffern (auch LCD). Die verschiedenen Modelle benutzen auch unterschiedliche Curtis CEM analoge Tiefpass-Filter-ICs. Nachträglich wurde dieser Synth „Microwave I“ genannt, um ihn vom 1997 vorgestellten Nachfolger „Microwave II“ zu unterscheiden.

1990
- Midibay MB-15. Rack-MIDI-Patchbay und Mischer[3]

1991
- Microwave Waveslave. 1-HE-Stimmerweiterung für den Microwave, die ihm acht Stimmen hinzufügt[4]

1992
- WAVE. Ein Wavetable-Synthesizer mit Klaviatur. Dieses Gerät war eine erweiterte Luxus-Ausführung der Microwave-Technik mit zusätzlichen Features zur Wavetable-Erstellung und Re-Synthese. Es wurden verschiedene Versionen produziert: 4 Farben, 61 oder 76 Klaviertasten, mit 16, 32 oder 48 Stimmen.[5]

1993
- EQ-27: Kompakter, programmierbarer und per MIDI steuerbarer 7-Band Stereo-Equalizer im Pultgehäuse[6]

1994
- Microwave I V2.0 ROM-Upgrade, fügt zusätzliche Wavetables und die Möglichkeit, algorithmisch eigene Wavetables zu erstellen, hinzu. Bietet auch einen Sprachsynthesizer und zahlreiche weitere Verbesserungen. Der Waveslave konnte nicht mit dem V2.0-Upgrade verwendet werden, deshalb gab es eine Umtauschaktion, bei der man den Waveslave gegen eine geringe Gebühr gegen einen vollwertigen Microwave tauschen konnte.
- Die limitierte Ausgabe Mean Green Machine wurde zur gleichen Zeit wie das ROM-Upgrade vorgestellt. Es handelte sich um ein Microwave mit neuer gummierter 3M-„Nextel“-Oberfläche in auffälliger grüner Farbe, einer „certificate of authenticity“-Urkunde, speziellen konusförmigen Metallfüßen und witzigem Beschriftungsdruck (der Einschaltknopf heißt „Life“, und der Speicherkarteneinschub heißt „Food“). Die normalen Microwave-Geräte wurden von diesem Zeitpunkt an auch mit Nextel-Oberfläche hergestellt, in der üblichen blauen Farbgebung.

1995
- Gekko Chords & Gekko Trigger, sehr kompakte passiv versorgte MIDI-Tools
- Hohner Adam[7]
- Pulse, monophoner analoger Rack-Synthesizer
- 4-pole. Analogfilter im Pultgehäuse[8]

1997
- Gekko Arpeggiator, sehr kompaktes passiv versorgtes MIDI-Tool
- Microwave II, Motorola-DSP-basierter Wavetable-Rack-Synthesizer. Enthält viele der Eigenschaften des originalen Microwave bei verbesserter Leistung beim Mixen, Modulieren, der Effektverarbeitung und bei den Multimode-Filtern.
- x-pole, programmierbarer Stereo- (in/out) Analogfilter und VCA in einem 2HE-Rackmodul. Mit voller MIDI-, CV/Gate- und ACM-Unterstützung.[9]
- Pulse+, Monophoner analoger Rack-Synthesizer mit zusätzlichem Audio-Eingang und MIDI- / CV-Interface

1998
- Microwave XT, Microwave II mit 44 Knöpfen und Audio-Eingang, 5HE-Gehäuse in grellem Orange.
- Microwave XT Limited Edition, Microwave XT mit kohlegrau/schwarzer Farbgebung, limitierte Auflage von 666 Geräten.
- d-pole, VST Filter-Plug-In[10]
- Terratec Microwave PC, Synthesizer-Modul für die TerraTec EWS Soundkarten. Ein vollwertiger Microwave II, passt in einen 5,25"-Laufwerksschacht mit halber Bauhöhe (1.75").
- Wavetable Oszillator für Creamware Modular

1999
- Q, DSP-basierter virtuell-analoger Synthesizer. 58 Drehregler. Farben: helles Gelb und WAVE-Blau.[11]
- XTk, Ein Microwave XT als Keyboard mit 49-Tasten.[12]
- Q rack, Rack-Version des Q Synthesizers. Weniger Drehregler. Nur in Gelb und Blau erhältlich.

2000

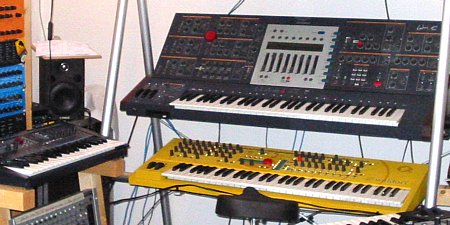
oben im Keyboardständer WAVE, darunter gelber Q. MicroQ Keyboard links

- PPG 2.V VST Plug-In-Synthesizer, der den blauen PPG-Wave 2.x Wavetable-Synthesizer emuliert.[13]
- microQ, eine noch kleinere und kostengünstigere Rackversion des Q-Synthesizers. Leicht reduzierter Leistungsumfang gegenüber dem Q. Weniger gleichzeitige Effekte im Multimode, Filterrouting nur parallel oder seriell schaltbar, nicht so dichter Hall-Effekt, kein PPG-Filter. Bietet nur sieben Drehregler und einen anderen DSP. Der microQ hat keinen Step-Sequencer.[14]

### 2001 – 2010
2001
- Attack, VST Drum-Synthesizer Plugin[15]
- Die Farbe des Q, Q Rack und des microQ wird auf das klassische (Microwave-)Blau geändert.
- microQ keyboard, Keyboardversion des microQ mit 37 Tasten (gleich 3 Oktaven). Klassisches (Microwave-) Blau.

2002
- D-coder, ein TC Powercore Synthesizer und Vocoder Plug-In
- RackAttack, das VST Plug-in in einem microQ-Gehäuse.[16]
- Q+, ein rubinroter Q mit bis zu 100 dynamisch vergebenen Stimmen und 16 analogen Tiefpassfiltern[17]
- A1, VSTi Software-Synthesizer für Steinbergs Cubase SX und Nuendo[18]
- Waldorf Filter für Halion[19]

2003
- AFB-16, 16 analoge Filter, die via USB für VST-Instrumente (PPG Red) und Effekte (Rot Analog Filter Step Sequencer, Messing) benutzt werden. Läuft nur zusammen mit bestimmten USB-Chipsätzen auf Windows-Rechnern.
- Waldorf Edition, Paket aus D-Pole, Attack und PPG 2.V

2004
- 5. Februar 2004: Insolvenzantrag der Waldorf Electronics GmbH.

2006
- Ab April 2006 übernimmt die neue Waldorf Music GmbH das Tagesgeschäft. Auf der Website hieß es: „The new Waldorf Music GmbH is currently being founded“. Ab August 2006 kursieren Gerüchte über ein mögliches Ableben der neuen Waldorf weil die Webseite nur temporär erreichbar ist. Ab November 2006 sind die Gerüchte Geschichte: die Webseite wird mit regelmäßigen News gepflegt und das Waldorf-User-Forum ist reaktiviert.[20]
- Juni 2006: Waldorf Nano Synth, ein für CME UF Masterkeyboards entwickelter Synthesizer-Einschub mit der Klangerzeugung des MicroQ. Enthält 1000 Preset-Sounds, unter anderem die microQ Werks-Presets. Es fehlt die Möglichkeit, Parameter zu editieren und Setups zu speichern. „Made in Germany“, aber nur von CME vertrieben.[21]

2007
- Blofeld[22], vorgestellt im Januar 2007 auf der US Musikmesse NAMM, erhältlich seit Dezember 2007. Dieser Synthesizer im Pultgehäuse integriert die Klangerzeugung des microQ mit den Wavetables des Microwave II. Der Name bezieht sich auf eine Figur der James-Bond-Filme, den Bösewicht Ernst Stavro Blofeld.
- Stromberg, Produktankündigung für einen letztendlich nie verwirklichten gemischt analogen und virtuell analogen Synthesizer mit Tastatur über 5 Oktaven (anschlagdynamisch mit Aftertouch). Die Klangerzeugung war ähnlich der des „Blofeld“ virtuell analog geplant. Es sollten analoge Filterbänke und ein Röhrenmodul zugeschaltet werden können. Wie auch beim Blofeld bezog sich der Name auf eine Figur der James-Bond-Filme, hier auf den Bösewicht Karl Stromberg.[23]

2008
- Waldorf war 2008 auf der Musikmesse in Frankfurt vertreten und zeigte dort den Blofeld in der Serienversion.
- Blofeld Keyboard erscheint, mit Tastatur und der Möglichkeit, Samples als Oszillationsquelle zu verwenden.[24]

2009
- Der Waldorf Largo wird veröffentlicht, ein virtuelles Instrument für VST und AU, welches auf der Syntheseengine des Blofeld basiert.[25][26]
- Q und Q+ als „Phoenix Edition“. Die Konnotation zur Auferstehung des Phönix ist erwünscht und wird auf der Webseite erwähnt („Auferstanden aus der Asche“)[27]
- Micro Q Phoenix Edition Wiederauflage des Micro-Q-Racksynthesizers[28]

2010
- PPG Wave 3.V erscheint, mit gegenüber Version 2.V deutlich erweitertem Umfang an Wavetables[29]

### 2011 – 2020
2011
- Lector, ein Softwarevocoder, ist nun erhältlich.[30][31]

2012
- Mit dem Modell Zarenbourg betritt Waldorf zum ersten Mal in der Firmengeschichte den Bereich der Digitalpianos. Der Zarenbourg modelliert 5 elektrische Pianos und integriert ein eigenes Lautsprechersystem der Firma EMES im tischförmigen Chassis. Audio-Signale von extern können über das Lautsprechersystem wiedergegeben werden. Er bietet 76 Tasten mit Hammermechanik. Das Gerät ist in farblich ausgefallenen Lackierungen erhältlich (z. B. orange oder als Union Jack).[32]

2013
- Im Frühjahr 2013 stellt Waldorf mit dem Rocket einen Minisynthesizer vor. Dieses preisgünstige Gerät enthält lediglich eine überschaubare Auswahl an Bedienelementen. Neben dem VCO stehen ein VCF, sowie eine (abgespeckte) Hüllkurve und zwei LFOs zur Verfügung.[33]
- Seit Herbst 2013 gibt es den Pulse 2 in den Geschäften. Dieser verfügt über fast alle grundlegenden Dinge, wie auch der Pulse aus dem Jahre 1995. Ein analoger, monophoner Synthesizer mit drei Oszillatoren.[34]
- In Zusammenarbeit mit Vision 4 Instruments erscheint NAVE für iOS.[35]

2014
- Waldorf stellt mit dem Streichfett einen Synthesizer für Streicheremulation vor. Er ermöglicht ein kontinuierliches Morphen von Violine, Viola und Cello[36].

2015
- Waldorf Edition 2, neue Version der Waldorf Edition mit aktualisierten Versionen von Attack, PPG 2.V und D-Pole[37]
- nw1, ein digitaler Wavetable-Oszillator für das Eurorack-Modularsystem[38]
- NAVE als Plugin für die DAW[39]

2016
- kb37, ein Keyboard mit 37 Tasten und Aftertouch mit Rahmen zur Aufnahme von Eurorack-Modulen[40]
- mod1, ein analoger Modulationsgenerator mit 3 Quellen für das Eurorack-Modularsystem[41]
- dcva1, ein analoger Dual-VCA für das Eurorack-Modularsystem[42]
- cmp1, ein analoger Kompressor für das Eurorack-Modularsystem[43]

2017
- vcf1, ein analoges Multimode-Filter mit Verzerrer für das Eurorack-Modularsystem[44]

2018

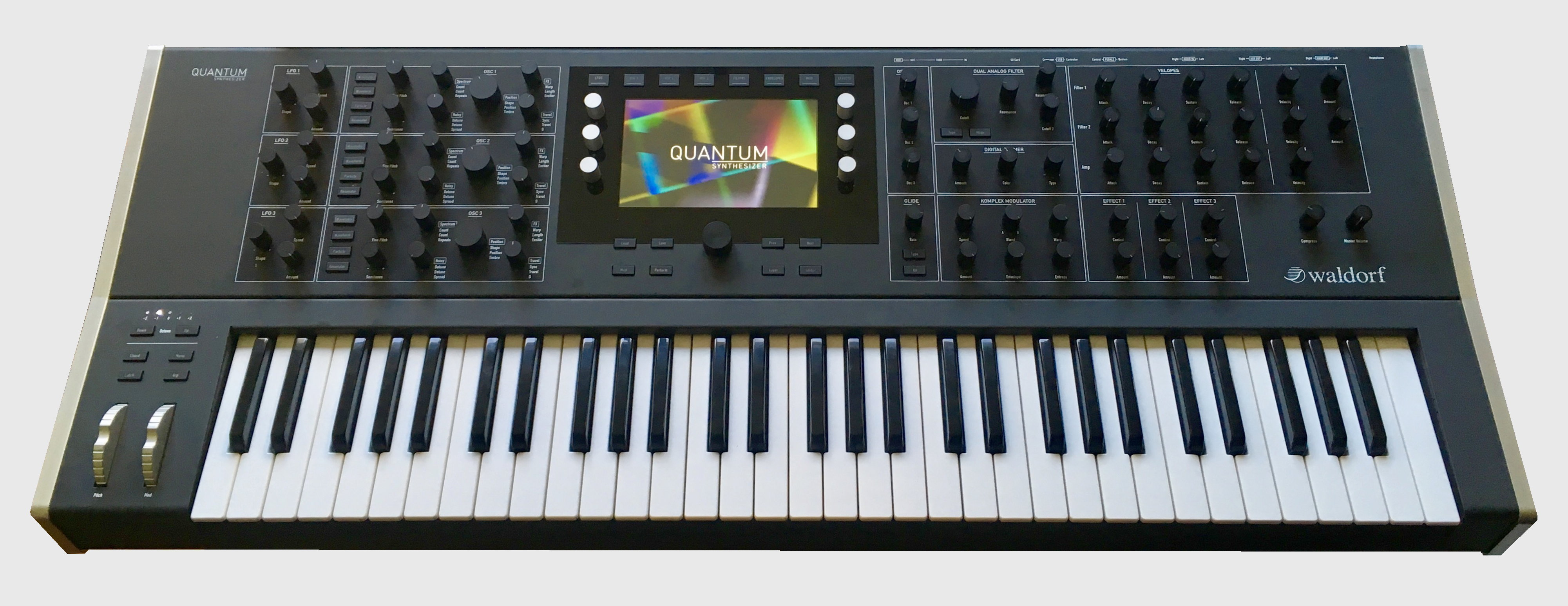
Waldorf Quantum Synthesizer

- Quantum Digital/Analog Hybridsynthesizer mit analogen Filtern. Beherrscht u. A. Wavetablesynthese, virtuell-analoge Synthese, Sampling, Granularsynthese und Karplus-Strong-Algorithmus-Resonator. Erhältlich mit 61-Tasten-Keyboard mit Velocity und Aftertouch.[45]

2019

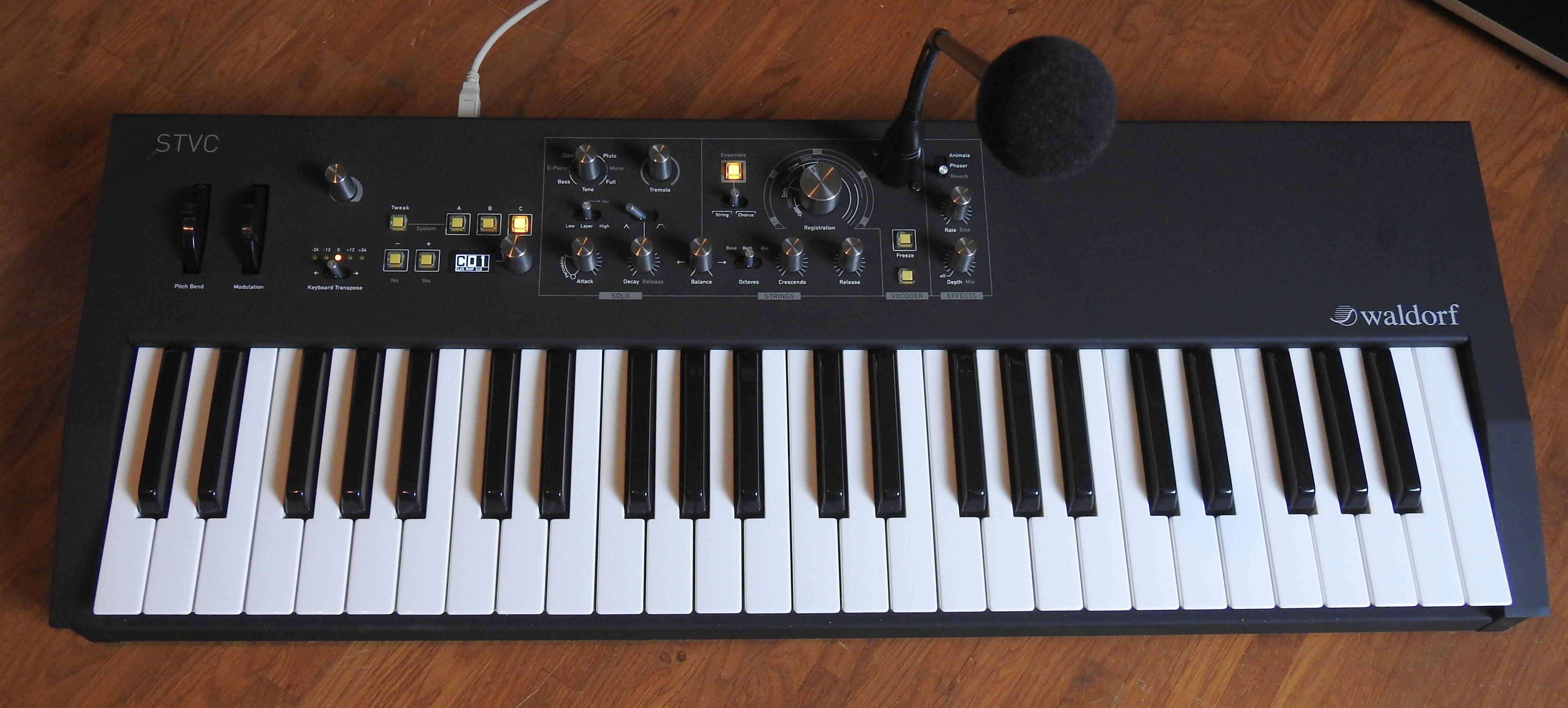
Waldorf STVC

- STVC, eine um einen Vocoder erweiterte 4 Oktaven Tastaturversion des Streichfett mit zusätzlichen Verbesserungen. Wurde im Sommer 2019 in sehr kleiner Stückzahl ausgeliefert.[46] Weitere Auslieferungen fanden ab 2020 statt.
- Kyra, der erste kommerziell verfügbare, auf einem System-on-a-Chip basierende[47] Synthesizer. Der virtuell-analoge Synthesizer stellt 128 Stimmen bei 8-facher Multitimbralität bereit und sendet den Audiooutput zusätzlich zu den analogen Outputs via USB an einen Computer. Es stehen pro Stimme bis zu zehn Oszillatoren bereit und pro Part neun Effekte, alles kann gleichzeitig parallel verwendet werden.[48]
- Waldorf kündigt das 2.0 Update für Quantum an. Dieses erweitert die vorhandenen Syntheseformen um die Kernel-Synthese: Jeder der drei Oszillatoren kann in eine Untergruppe von sechs Kernels verwandelt werden, die jeweils einen Oszillator darstellen. Diese Oszillatoren können gegenseitig verschaltet werden, um FM-Synthese zu betreiben.[49]

2020
- 2.0 Update für Quantum veröffentlicht. Das Update wird allen Usern eines Quantum kostenlos zur Verfügung gestellt.
- Iridium, eine verkleinerte Variante des Quantum ohne Tastatur und ohne analoge Filter wird angekündigt und gleichzeitig released – im Gegensatz zu früheren Waldorfprodukten, die meist nur nach langer Vorankündigungszeit erschienen. Die Engine des Iridium ist identisch mit der des Quantum bei doppelter Stimmenzahl (16). Lediglich die zwei analogen Filter pro Stimme werden in Iridium durch zwei digitale Filter ersetzt. Beide Geräte können Patches des anderen Gerätes laden.[50]

### 2021 – …
2021

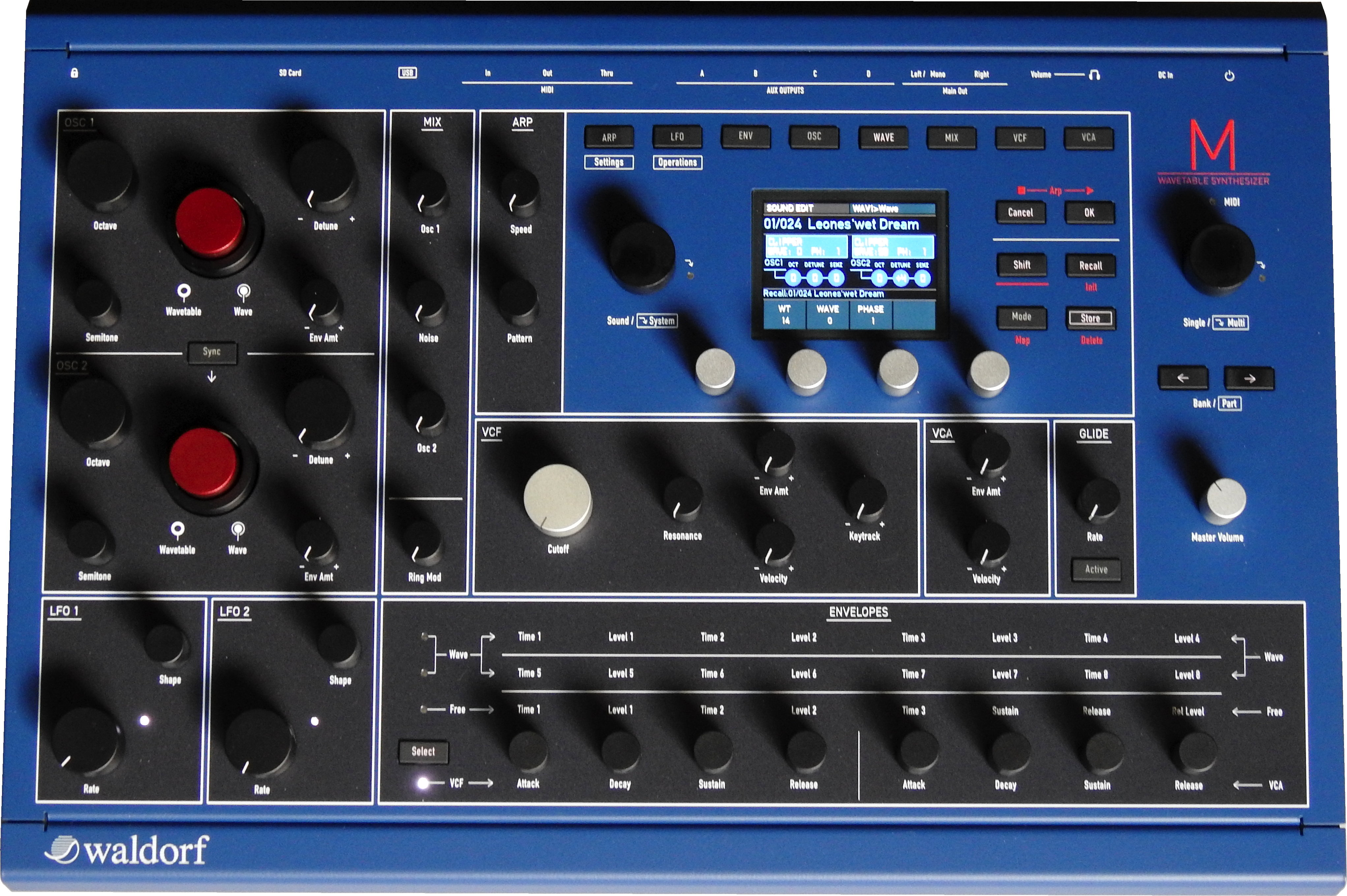
Waldorf M

- Waldorf M Wavetable Synthesizer mit analogen Filtern und den digitalen Waldorf Microwave und Microwave II Oszillatoren.[51]

2022

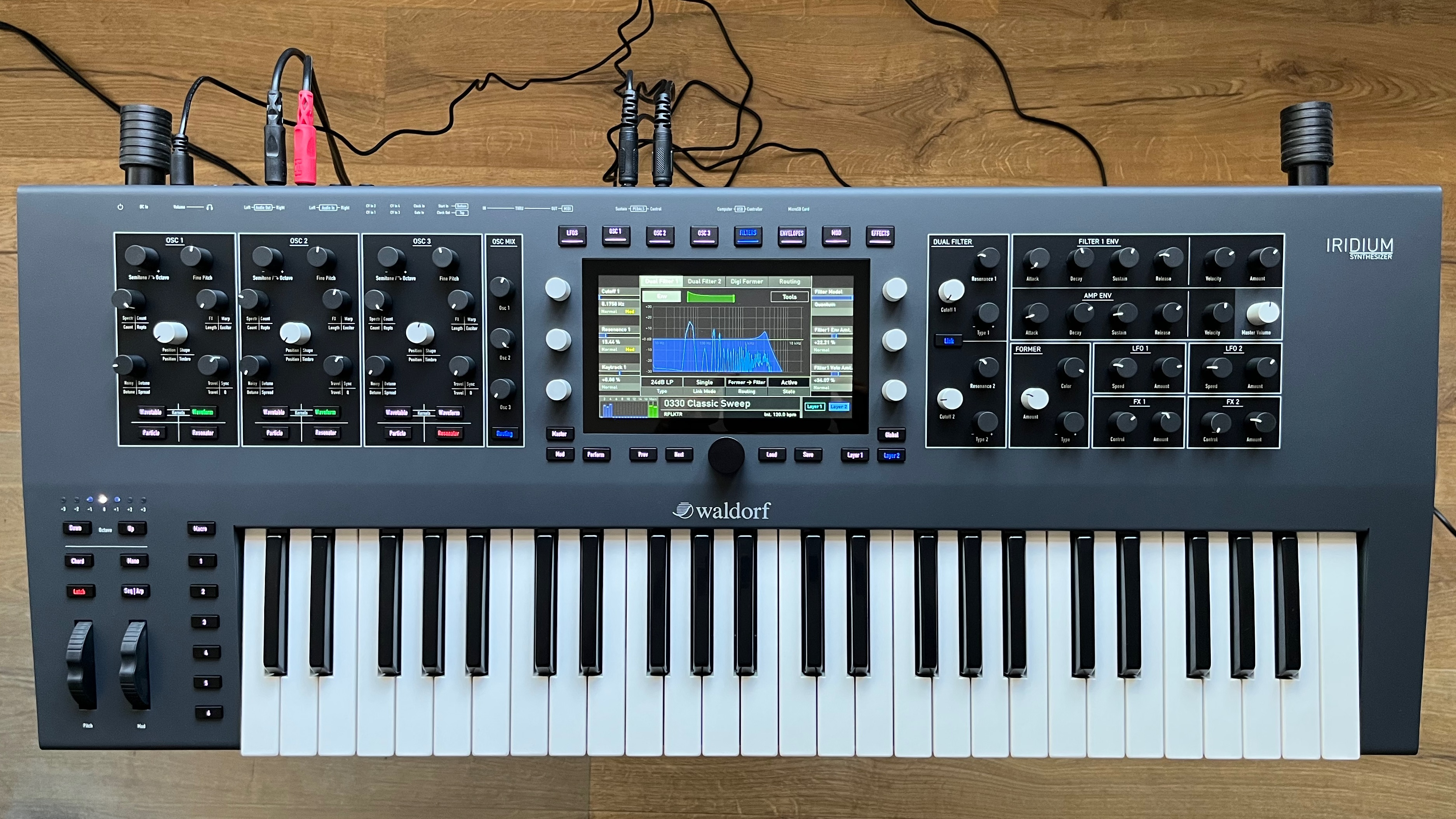
Waldorf Iridium Keyboard

- Keyboard-Version des Waldorf Iridium mit 49 Tasten und überarbeiteter Nutzeroberfläche
- Viele der MicroWave II digitalen Filter und einige neue für den M per kostenlosem Update. Ebenso eine einfache Sample-Abspielmöglichkeit ("Transitions")
- Erweiterungsboard für den M von 8 auf 16 Stimmen
- PlugIn "Streichfett" (Software-Emulation des 2014 veröffentlichten String-Synthesizers).[52]
- Kyra SE Seablue (Kyra im Waldorf M Farbdesign)[53]

2023
- Der Quantum MK2 erscheint als Neuauflage des Quantum MK1 mit einigen neuen Features (u. a. Polyphon Aftertouch fähige Tastatur)[54]

### Nur Vertrieb
- EMES Studio-Monitorlautsprecher wurden aus Marketing-Gründen in den späten 1990er Jahren zusätzlich mit dem Waldorf-Logo versehen, um deren Bekanntheit zu erhöhen. Seit 2001 baut der deutsche Hersteller EMES wieder ausschließlich unter eigenem Namen Lautsprecher.

### Produkte für Steinberg
- SMP 24 (für Atari ST)
- SMP II (für Atari ST)
- Midex+ (für Atari ST)
- Topaz (Harddisk-Recording, in Zusammenarbeit mit Wolfgang Palm von PPG)

## Bekanntheit und Verbreitung

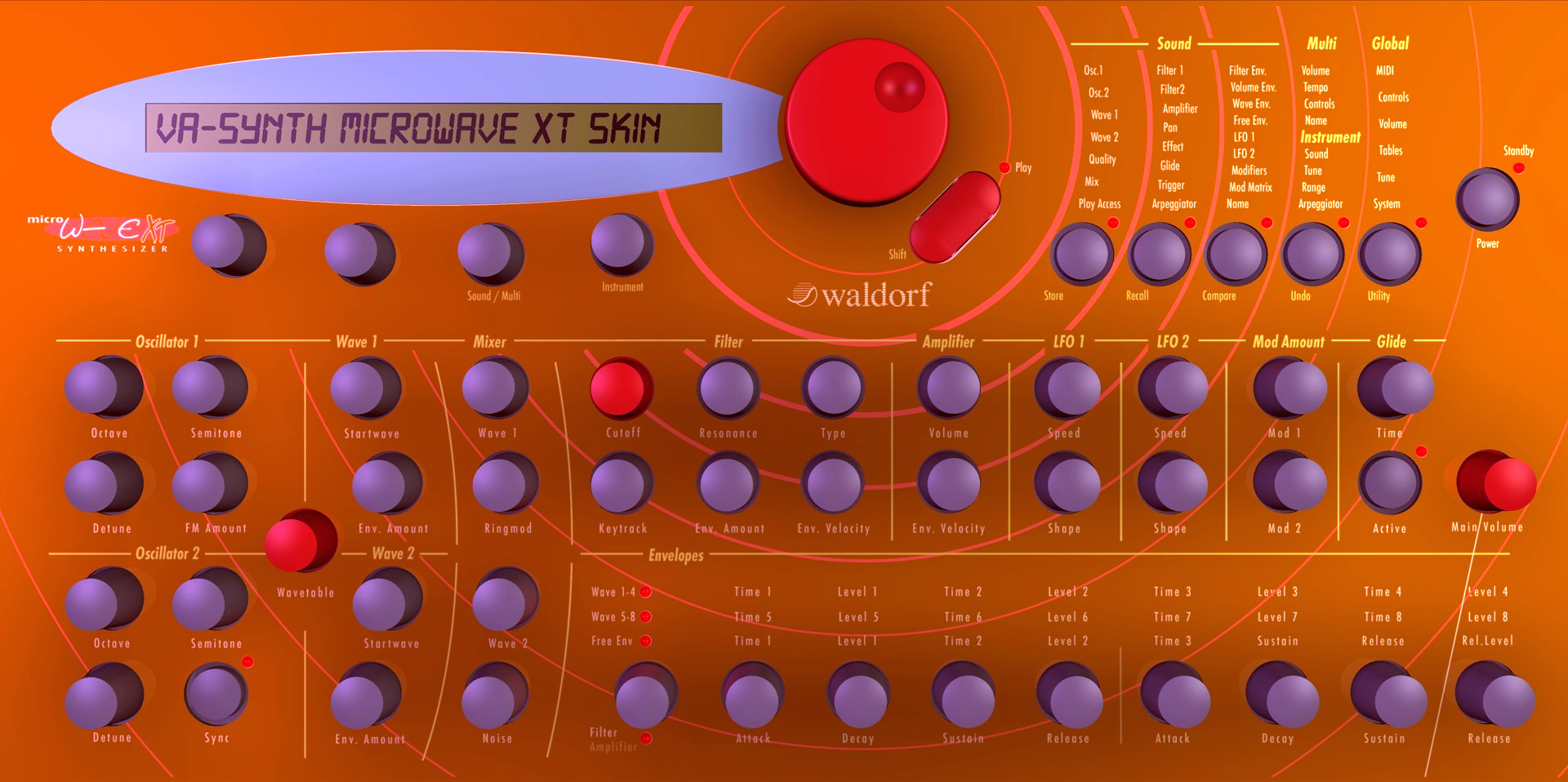
virtuelle MicroWave Console

Waldorf Synthesizer erfreuen sich nach wie vor großer Beliebtheit in den Studios weltweit. Die bis 2004 produzierten Geräte haben inzwischen Kultstatus erreicht und finden nach wie vor Verwendung in Produktionen. Vereinzelt gab und gibt es auch Versuche, waldorftypische Klänge nachzubilden und Gerätefunktionen in Software abzubilden. Ferner sind Programmier-Konsolen und VST-Plugins erhältlich, um aus Digital Audio Workstations heraus Synthesizer direkt zu steuern.